# Dialogue entre l'Église orthodoxe et l'islam
Un dialogue interreligieux entre l'Église orthodoxe et l'islam  existe officiellement depuis la fin des années 1980 en vue d'améliorer leurs relations.
Ce dialogue est mené en particulier au travers de rencontres académiques internationales organisées en collaboration entre, d'une part, l'Académie royale pour la recherche
de la civilisation islamique d'Amman en Jordanie (de 1986 à 1998) puis le Royaume de Bahreïn (depuis 2001) et, d'autre part, le Centre orthodoxe du Patriarcat œcuménique de Chambésy puis le Bureau des affaires interreligieuses et interculturelles du Patriarcat œcuménique (depuis 2001).

## Historique

### Rencontres académiques
- 17-19 novembre 1986 Ire Rencontre à Chambésy
- 20-25 novembre 1987 IIe Rencontre à Amman